# تازة كند أنهر
تازة كند أنهر هي قرية في مقاطعة أرومية، إيران. عدد سكان هذه القرية هو 96 في سنة 2006.